# Chuyer
Chuyer település Franciaországban, Loire megyében. Lakosainak száma 751 fő (2022. január 1.). Chuyer Vérin, La Chapelle-Villars, Chavanay, Pavezin, Pélussin és Saint-Michel-sur-Rhône községekkel határos.

## Népesség
A település népességének változása:
| Lakosok száma | 383  | 423  | 457  | 694  | 785  | 779  | 775  | 761  | 754  | 751  |
|               | 1968 | 1982 | 1990 | 2006 | 2013 | 2015 | 2017 | 2019 | 2020 | 2022 |